# 曾蔭權
曾蔭權爵士，大紫荊勳賢，KBE（1944年10月7日—），籍貫廣東南海，曾任香港第2及第3任行政長官。
曾蔭權在1967年加入香港政府成為二級行政主任，1971年轉任政務主任，其後曾於不同部門任職。1995年出任首位華人財政司，香港主權移交後過渡為財政司司長，2001年接替陳方安生出任政務司司長。2005年3月10日，時任行政長官董建華以「健康理由」辭職，曾蔭權在行政長官補選中自動當選。6月21日，曾蔭權得到中央人民政府（國務院）正式任命（即日就任），並在6月24日上午9時前往北京人民大會堂，在國務院總理溫家寶監誓下宣誓就職，成為第2任香港特別行政區行政長官，接替董建華餘下的兩年任期，至2007年6月30日為止。
2007年3月25日，曾蔭權在第三屆行政長官選舉中以649票擊敗的梁家傑勝出，第二次當選特首，任期至2012年6月30日結束。曾蔭權於2012年4月底宣布不參加應屆行政長官選舉，成為首位不尋求連任的特首，並結束46年的政府生涯，開始退休生活。
2012年2月，曾蔭權在即將離任時捲入多宗不當收受利益案件的相關貪污刑事指控，他於2015年10月中被廉政公署以公職人員行為失當等罪名提出起訴。其中一項指控在2017年2月被判裁定罪名成立，即時監禁入獄20個月，至2019年1月15日刑滿出獄。曾蔭權成為香港有史以來首個因為在任期間觸犯刑事罪行，而被判處入獄服刑的前任最高級政府官員。此案上訴至終審法院，於2019年6月26日推翻曾蔭權所有控罪和判刑行為等。

## 早年生涯
曾蔭權籍貫中國廣東南海九江鎮上西鄉龍迴新基村，在1944年10月7日出生於香港日佔時期，香港傳媒報道其自稱為曾子後人。其父曾雲是香港警務人員，服務達30年，擁有5子1女，曾蔭權為其長子。曾蔭權的胞弟曾蔭培亦為警務人員，於2001年至2003年出任警務處處長。曾蔭權早年與父親同住筲箕灣東大街警察宿舍，至1950年因遷居而轉校。當時他就讀慈幼學校一年級。其後入讀育才書社（小學）和荷里活道警察小學。1957年，曾蔭權畢業於聖貞德小學。之後在1962年畢業於香港華仁書院（1957年入學），1964年在原校預科畢業後本獲香港大學建築學院取錄，惟家貧而放棄升學，此後曾短暫任職輝瑞藥廠推銷員，1965年以新法書院中七畢業生身份再次報考大學入學試，並在1967年1月加入香港政府。
自1981年至1982年，曾蔭權到美国深造，並在哈佛大学的約翰·F·甘迺迪政府學院取得公共行政碩士學位。此外，他又曾獲香港中文大學、香港理工大學和香港大學頒授名譽博士學位。

## 公務員生涯

### 英屬香港政府

#### 政務主任
曾蔭權於1967年1月加入香港政府，成為二級行政主任。後於1971年，投考成為政務主任，並在不同部門任職，除了主理財政和貿易政策外，亦處理過與香港主權移交的事務。1977年，曾蔭權被派往菲律賓馬尼拉的亞洲發展銀行一年，專責處理菲律賓和孟加拉的供水和鐵路發展項目。
在1985年至1989年，曾蔭權任職副常務司期間，曾經統籌落實《中英聯合聲明》的事宜；後在1989年至1991年，出任行政署長，亦曾負責向英方及香港市民推廣居英權計劃。在1991年，曾蔭權改任貿易署署長，主理貿易談判及有關貿易的行政事宜。到1993年5月，曾蔭權獲擢升為庫務司，負責政府的資源調配、稅務系統的運作和控制政府的成本效益。

#### 財政司
1995年9月，曾蔭權獲時任香港總督彭定康委任為財政司，接替麥高樂爵士，成為香港歷史上首任華人財政司。在任期間，香港的公共開支一直穩步增長，公共收入雄厚穩健，政府亦出現充裕的盈餘。當時香港的公共開支上升至佔本地生產總值的23%。在香港主權移交前夕，曾蔭權在港督府獲查理斯王子頒授英國爵級司令勳章，以誌他對香港多年的貢獻。
1996年，短暫任職署理港督，當時正值香港滑浪風帆運動員李麗珊在亞特蘭大奧運奪得香港史上首枚奧運金牌，曾蔭權在一個電台節目上致電李麗珊祝賀，指李麗珊體現了香港精神。

### 特別行政區政府

#### 財政司司長
1997年香港主權移交後，曾蔭權過渡成為香港特別行政區政府官員，只是職稱稍作更改。在亞洲金融風暴爆發初期，曾蔭權曾經同意增加公務員的薪酬，然而不久後又被調低，一直維持至1997年的水平。亞洲金融風暴期間，曾蔭權與香港金融管理局總裁任志剛聯手抵抗投機者狙擊港元的行動，獲前美國聯儲局主席格林斯潘和主要狙擊者索羅斯稱許。

#### 政務司司長
2001年5月1日，陳方安生以私人理由，辭去政務司司長一職。時任行政長官董建華於是以曾蔭權接替政務司司長。至於財政司司長則由梁錦松接任。
董建華在2002年推行高官問責制，問責局長將不會再受政務司司長管轄，將隸屬行政長官辦公室，故不少人認為曾蔭權的權力被架空，變成「無兵司令」。曾蔭權否認問責司長會游手好閒，又說不應計較個人榮辱及權力得失。外界指曾蔭權的港英政府工作背景，使他實際上被中央政府和董建華投閒置散。
2003年嚴重急性呼吸系統綜合症爆發後，曾蔭權被指派主理全港清潔，被香港傳媒揶揄為「清潔大隊長」。「清潔大隊長」一詞深入民心。此後處理西九龍文娛藝術區發展計劃及香港政治制度改革。

#### 署理行政長官
2005年3月10日，董建華以健康理由宣佈辭去香港行政長官一職。根據《香港基本法》，政務司司長成為署理行政長官以代行職務，為期不可以逾6個月。其辭職隨後在3月12日獲得中央人民政府（國務院）確認，同時確認了時任政務司司長曾蔭權出任署理行政長官。
根據民意調查，曾蔭權在特別行政區眾高官中，取得最高的評分，外界亦揣測曾蔭權會否參選行政長官，當時不少親北京人士亦公開地反對由曾蔭權出任。當中，民建聯香港立法會蔡素玉更直言曾蔭權「存有文化隔膜及感情疏離」及「不尊重愛國價值」，更著他「好好反思過去40年的經驗」。全國政協副主席霍英東說，曾蔭權出任署理行政長官期間，其表現獲得市民好評，時宜香港經濟復蘇，這些好景象與曾蔭權的有效管治有關。全國人大常委會委員曾憲梓說，曾蔭權在出任署理行政長官的兩個多月裏，經受住方方面面的考驗，在他的管治下，香港社會穩定，經濟蓬勃發展，社會一片祥和，這些均是香港人樂於看到的。
2005年5月25日，曾蔭權宣佈參與競選香港行政長官，同時提出辭去署理行政長官和政務司司長的職務及開始休假。署理行政長官一職由時任財政司司長唐英年接任，政務司司長則由房屋及規劃地政局局長孫明揚暫代。其後，中央人民政府批准曾蔭權於2005年6月1日起正式離職。

## 行政長官生涯

### 參選特首
曾蔭權辭職以後，立即成立了競選辦公室，當中，他又獲立法會議員兼東亞銀行董事局主席李國寶協助進行競選活動。
在2005年6月15日上午11時50分，曾蔭權到選舉事務處遞交參選提名表格，下午5時選舉主任朱芬齡法官確認其提名有效。至此，曾蔭權在800名選委中，一共取得其中710人的支持，當中包括了674份提名表格及36份支持同意書。翌日下午5時，行政長官的選舉提名期結束，選擧主任朱芬齡法官宣佈在收到的6份提名中，只有曾蔭權的一份是有效的提名。因此她宣佈根據《行政長官選舉條例》，曾蔭權為唯一的行政長官候選人，並自動當選成為新一任行政長官。2005年6月21日，曾蔭權得到中央人民政府（國務院）正式任命（即日就任），並在6月24日上午9時在北京人民大會堂國務院總理溫家寶監誓下正式宣誓就職，成為第2任香港特別行政區行政長官。
在參選期間，曾蔭權獲得高達2,700萬的競選經費，比董建華在尋求連任時所得的經費高出3倍。當中，20%的競選經費由商人所捐出。雖然曾蔭權表明，每位競選贊助人都沒有違反捐獻不得多於10,000元的規定，但事實上，不少商人如何鴻燊和李兆基等等卻以家族中不同人士的名義作出捐獻。不過，曾蔭權最後只動用了420萬的競選經費，比董建華在尋求連任時所花的經費還要少200萬。最後曾蔭權將餘下約2300萬經費悉數捐贈予14個不同的慈善團體。

### 第一段任期（2005年－2007年）

#### 與泛民主派的關係
在2005年8月30日，在曾蔭權的促成下，他宣佈廣東省人民政府邀請全體60位立法會議員在9月25日和9月26日訪問廣州。這次參與訪問的不少沒有回鄉證的泛民主派成員，如民主黨前主席李柱銘和四五行動的梁國雄等等，都是自1989年以來首次踏訪內地。
曾蔭權後來在2006年5月慨嘆自己是「孤獨的推銷員」，又在立法會會議上聲稱「親疏有別是現代政治的必然產物」，隨即被傳媒加以廣泛報導，亦引來了社會廣泛的討論。有分析指出曾蔭權親疏有別，與各政黨其實也是不親近的，民建聯和自由黨在各自的事件中與曾蔭權鬧翻，遠不及董建華時代積極與民建聯和自由黨組成“執政聯盟”。

#### 政制改革方案遭到否決
2005年，曾蔭權首次推出政改方案，引起香港社會各界熱烈討論，泛民主派普遍反對有關方案並發起「124反政改大遊行」，前香港政務司司長陳方安生亦在沒有通知泛民主派的情況下參與其中，事後大會公佈有25萬人參與。有傳曾蔭權成功爭取泛民主派某幾位立法會議員的支持政改方案，但最後24名泛民主派立法會成員投反對票，劉千石投棄權票的情況下，政改方案未能通過。
曾蔭權在2005年11月30日發表有關香港政制改革的電視講話，呼籲市民支持他的政制改革方案。惟由於其方案並沒有交代「雙普選時間表」，結果招致泛民主派議員強烈批評，而電視講話發表後4日，仍有數以萬計的市民上街遊行對方案表示不滿（遊行主辦者稱有25萬人遊行，警方則稱有6.3萬人），並且促請香港落實普選。2005年12月21日，立法會就曾蔭權的政制改革方案中，2007年行政長官產生方法與2008年立法會選舉辦法之修訂進行表決，結果雙雙未能取得《基本法》規定的三分之二贊成票，而遭到否決。
在2007年3月，曾蔭權透露港府會在年中發表綠皮書收集民間對普選的意見，並相信完成諮詢後將會有終極普選方案。此外，他又聲稱，只要有任何一個普選方案獲得60%的人支持，他就會上呈中央人民政府。
2007年3月22日，曾蔭權明確指出自己一旦成功連任，便會徹底解決普選問題，同時他說他會在年中發表的政制發展綠皮書，拋出一個有「設計、路線圖、時間表」在內的普選方案，屆時要「大家香港一齊玩一鋪勁」。
2007年6月6日，中共中央政治局常委、全國人大常委會委員長吳邦國表明，香港特區的高度自治權來源於中央的授權，以回應曾蔭權帶領香港人盡情參與政制發展的言論。
2007年12月29日第十届全国人大常委会以全票通過了《全國人民代表大會常務委員會關於香港特別行政區2012年行政長官和立法會產生辦法及普選問題的決定》。按照有關決定，2012年的行政長官及立法會選舉，在不實行普選的前提下，可以作出符合循序漸進原則的適當修改。當中又明確了2017年香港特別行政區行政長官選舉可以採用由普選產生的辦法，而在行政長官由普選產生以後，立法會的選舉亦可以採用全部議員由普選產生的辦法。文件最後決定了香港可以於2017年普選產生行政長官，另外可以於2020年普選立法會。

#### 經濟政策

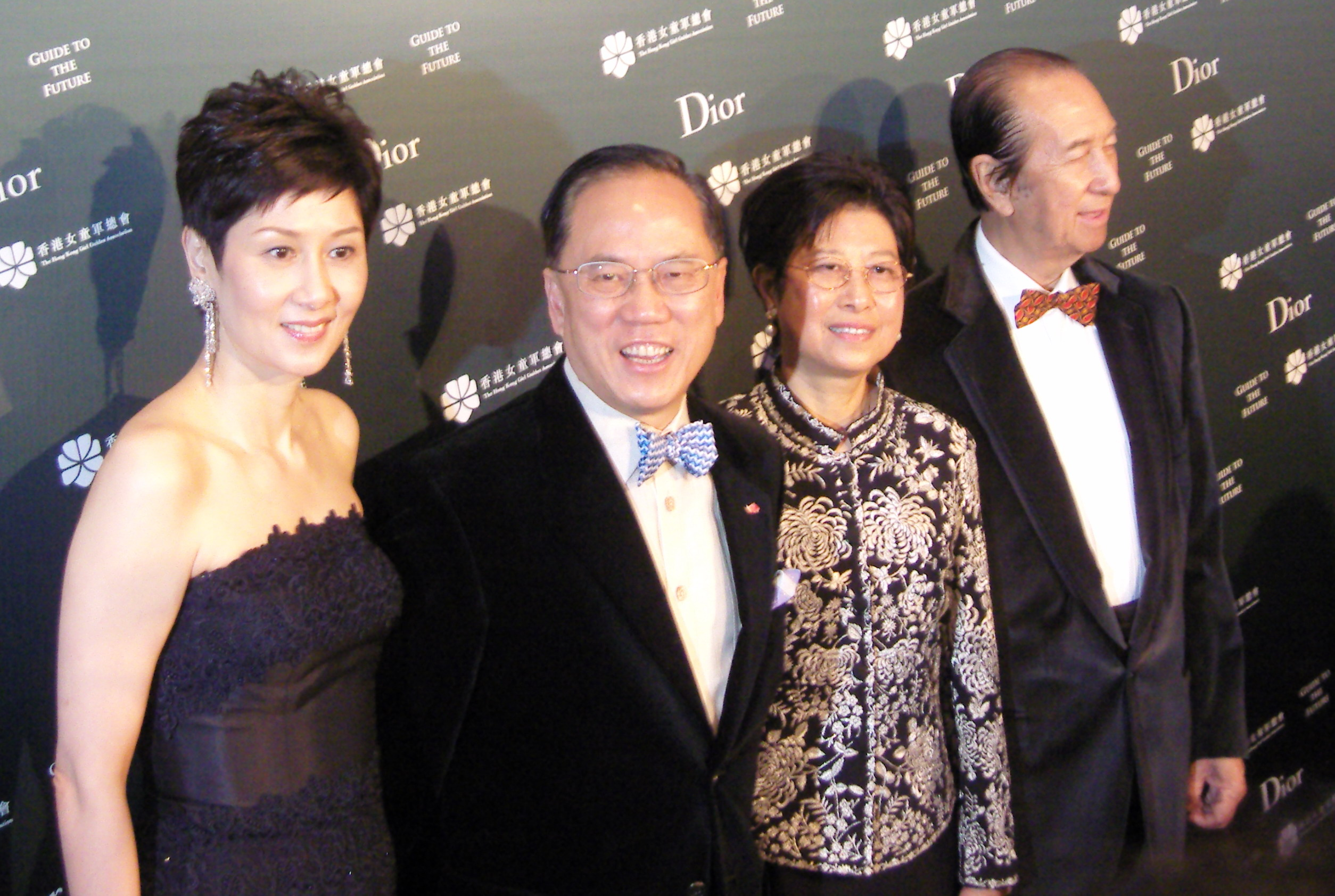
曾蔭權與夫人曾鮑笑薇等出席電影《魔幻羅盤》首映禮暨香港女童軍總會周年慈善晚宴。

經濟政策方面，財政司司長唐英年曾在2006年年初計劃為香港引入銷售稅。然而該建議除了招來市民的強烈反對外，一向支持政府的建制派亦對建議採取保留態度。雖然如此，曾蔭權在2006年9月的時候仍然對引進銷售稅表示支持。
除此以外，曾蔭權在2006年9月的時候，宣佈香港政府已不再奉行積極不干預政策，結果引起了很大的爭論。其中，諾貝爾經濟學獎得主佛利民在同年10月曾撰文表示，對曾蔭權的選擇表示失望。另外佛利民又表示，曾蔭權新推行的幼稚園學券制中，私立幼稚園被排除於學券制之外是不智的做法。
在任期內，拒拓地建設公營房屋，導致地產霸權貧富懸殊日益嚴重。

#### 環境衛生
香港的環境和衛生問題在曾蔭權特首任內漸為社會所關注。例如在2005年9月的時候，80%的供港淡水魚曾被驗出含有孔雀石綠，結果淡水魚一度暫停供港。內地供港食品頻頻被發現有致癌物質，不少市民歸咎於港府監管不力，結果連帶曾蔭權的聲望在其後的民調中有所下跌。市民對食品的憂慮日益加深，促使港府在2006年5月2日設立食物安全中心，以加強監察供港食品質素。
另一方面，為了防範甲型流感病毒H5N1亞型繼1997年以後再度在香港爆發，曾蔭權任內又宣佈於2009年起，全香港將不會再有活雞販賣，由新的中央屠宰系統所取代，而新的屠宰場選址於上水興建。不過，食環署在2010年宣佈，由於中央屠宰並不符合經濟效益，會擱置計劃。
環境方面，曾蔭權上任以後未有著手改善環境質素，廣受環保團體的責難。不少環保團體指出，中國內地工廠及香港發電廠近年排放出大量的廢氣，使香港的空氣質素在近年不斷惡化。而不少外資企業更聲稱因為空氣質素未如理想而考慮撤離香港，到一些像新加坡那般，空氣素質較好的地方發展。為此，曾蔭權在2006年年中的時候推出一項名叫藍天行動的計劃，冀望能夠減少香港的污染排放，又能與粵港兩地合作。不過，不少論者對藍天行動的效用表示質疑。至於曾蔭權表示香港人均年齡高，就足以反映香港生活質素比其他東亞城市為高的論調，遭受不少批評。

#### 九鐵人事變動風波
2006年3月10日，九鐵署理行政總裁黎文熹連同全部5名總監及19名總經理，寫了一封機密信給公司管理局信，指管理局主席田北辰在九鐵內部干預過多、要求透明度過高及過份要求問責、管理局主席和行政總裁權責不清等十大指控，形成一種「責難文化」，並在兩日內收集到九鐵約6000多名員工中近80%員工的逾3000個簽名。
3月12日，田北辰獲悉後感到震驚，田北辰和曾蔭權會面，並向曾提請辭職要求。下午，田北辰召開記者會，宣佈辭職，但生效日期由曾蔭權決定。另一方面，為數20名總經理及部門主管，趁着管理局進行會議期間，在該地點旁邊舉行記者會。任職市務總經理的黎啟憲發言時指田北辰為了短期利益而忽視長遠發展，故此辭職是最佳方案。
3月13日，曾蔭權在禮賓府與黎文熹會面，了解九鐵管理層紛爭事件。曾蔭權責成九鐵必須上下同心，保持九鐵正常服務，以及確保列車運作安全及正常。黎文熹在會面後表示，他已向曾蔭權交代事件的來龍去脈，而他已將有關信件交給九鐵管理局，最終要由行政長官和九鐵管理局決定如何跟進。環境運輸及工務局局長廖秀冬表示，她已向曾蔭權匯報資料，政府十分關注九鐵管理局主席與管理層的紛爭，因為這涉及九鐵對市民的服務。曾蔭權要求九鐵管理局三天內開會，並且提出建議。
3月14日，九鐵管理局召開特別會議處理事件，田北辰和黎文熹均有出席。當日下午2時，以九鐵市務總經理黎啟憲為首的20名九鐵高層人員集體請假，到位於中環的九鐵總部召開特別會議的會議室旁的房間召開記者會，聲援黎文熹及支持田北辰辭職。會後環境運輸及工務局局長廖秀冬宣布會議取得有建設性的進展。九鐵3個工會對事件表示中立。
3月15日，曾蔭權、廖秀冬、田北辰和黎文熹在香港政府總部召開記者會，宣布田北辰留任九鐵管理局主席，田黎二人更四手相握以示和好。曾蔭權並指出九鐵出現嚴重紀律問題，故他已下令九鐵管理局處理事件。
3月16日，九鐵管理局中午召開會議後，黎文熹親自宣佈管理局的決定，管理局與黎啟憲解除合約，原因是黎啟憲在聲援黎文熹而帶領19名九鐵高層人士集體請假有擅離職守之問題；而其餘19名管理層則獲發警告信，如一年內再犯則解僱。同時黎文熹宣佈為九鐵出現嚴重紀律問題問責而辭去署理行政總裁一職，由曾任新鐵路工程高級總監及前工務司的詹伯樂出任署理行政總裁。
這次事件後，香港政府加速進行兩鐵合併，並決定由原地鐵公司主導合併。
此外，這次事件亦成為曾蔭權2007年角逐連任行政長官的選舉廣告一部分。

#### 香灼璣醜聞
香灼璣是前公民教育委員會主席，也是曾蔭權的表哥，曾在2005年獲頒發銀紫荊星章。在2006年8月，有人揭發香灼璣將一幅位於沙田觀音山用作儲放非危險品倉庫的官地，違規私自改建為私人住宅別墅。香灼璣自1983年開始租用該塊官地，至1999年遷出，雖然期間香港地政總署多次去信警告，但事件最後地政署沒有積極跟進，如果按私人住宅用地估價，其間他應該每年繳交840,000港元的租金，但他在該16年間，每年僅按貨倉用地的價格繳付200,000港元的租金。事件被廣泛報導後，香灼璣在是年9月辭去了公民教育委員會主席職務，並將該塊官地交還給政府。
香灼璣於1983年取得租契的時候，曾蔭權當時也在沙田民政事務處擔任政務專員。曾蔭權聲稱在1980年代曾到訪過這兒，但他察覺不到租契的狀況有什麼問題。

### 成功連任
2007年1月10日，曾蔭權在立法會的答問大會上間接聲稱會參加香港第三屆行政長官選舉。到了2月1日，曾蔭權召開了記者會，正式宣布以「我會做好呢份工」（粵語，中文即「我會做好這份工作」，英文版口號是 I'll get the job done）為口號角逐連任，而這次他的唯一對手是泛民主派立法會公民黨議員梁家傑，是泛民主派首次成功派人參選。雖然今次選舉兩名候選人破天荒地參與了電視辯論，但普遍香港市民均認為中央人民政府已經「欽定」了曾蔭權，他成功連任是不爭的事實，前線立法會議員劉慧卿更以「小圈子選舉」為理由而加以抵制。曾蔭權在2月16日遞交參選表格及641名選委的提名，成為第二名候選人。
特首選舉在2007年3月25日舉行，結果曾蔭權以649票對123票成功擊敗對手梁家傑，成為第3任行政長官當選人。雖然香港市民不能投票選特首，但根據香港大學民意調查在投票前兩天時查詢，多達78%的市民支持曾蔭權連任特首，8%的市民持中立態度，14%市民支持梁家傑成為特首，結果顯示曾蔭權還是得到近8成市民支持。根據中大香港亞太研究所公布市民對特首表現的評分，當年3月份受訪者對特首曾蔭權的整體表現的評分為68.5分，較2月份顯著上升1.8分，曾蔭權亦是當時評分最高的政府高官。
2007年4月2日曾蔭權獲中華人民共和國國務院任命，7月1日宣誓就任新的行政長官。

### 第二段任期（2007年－2012年）

#### 五年施政藍圖
曾蔭權連任行政長官後的第一份施政報告（2007/08年度），為第3屆特區政府勾劃出未來5年的施政藍圖，並提出「進步發展觀」──取得經濟效益外，也要取得文化、社會及環境的效益。進步發展觀代表一個可持續、均衡和多元的發展方向。曾蔭權稱會在任期內會致力推動十項重大基建工程上馬。十項工程包括：南港島綫、沙田至中環綫、屯門西繞道及屯門至赤鱲角連接路、廣深港高速鐵路、港珠澳大橋、港深空港合作、港深共同開發河套、西九文化區、啟德發展計劃及新發展區。其中，早期啟德發展所需的基礎設施工程已於2009年7月展開、啟德郵輪碼頭的土地平整工程於2009年年底前動工、廣深港高速鐵路香港段及港珠澳大橋計劃於2009年動工。曾蔭權又宣佈政府會由2008至09學年開始將9年免費教育延長至12年。
叧外，曾蔭權在發展局之下開設文物保育專員辦事處，又預留10億港元作活化歷史建築，以保育文物，並鼓勵舊建築在現代生活繼續發揮用途。他在2009至2010年度香港行政長官施政報告中，提出了一系列將為中環增添新色彩的活化計劃，包括大幅降低中環碼頭用地的發展密度、將中環街市剔出勾地表，交由市區重建局全面保育和活化、建議將美利大廈改裝成酒店等。

#### 三司十二局
曾蔭權在2007年5月3日於立法會答問大會上公布重組政府架構方案（3司12局），並於7月1日起正式運作。
新政府架構由3司11局變成3司12局，決策局只增加一個，但需重點進行重整的政策局只有5個，分別是房屋及規劃地政局、環境運輸及工務局、工商及科技局、經濟發展及勞工局及衛生福利及食物局。重組後，12局分別為：公務員事務局、政制及內地事務局、教育局、環境局、食物及衞生局、民政事務局、勞工及福利局、保安局、運輸及房屋局、商務及經濟發展局、發展局及財經事務及庫務局。增加的發展局，基本是吸納了房屋及規劃地政局一部分，成立目的全力推動基建施工，集合了規劃、保育、推動基建施工的責任。
對於有議員認為，在重組後的法援署及法援局由隸屬於行政署，改為隸屬民政事務局會影響法援署的獨立地位，政制事務局局長林瑞麟強調安排恰當，法援署會按法例處理案件，不會改變獨立性。另外，其中由環境局常任秘書長兼任的環境保護署署長一職，因此這一改動變相封殺了專業職系員工晉升部門首長的機會，也違背當初局署合併時確保專業職系晉升不受影響的承諾，令該位置只會由政務官出任。政府則向立法會解說，因改組後的環境局兼管能源事務，故有必要將署長一職的官階調升。
至於改組涉及所需撥款，開支為480多萬港元。單仲偕則擔心，政府財政剛恢復盈餘，仍需控制成本，不應因增加一個政策局而大增首長級職位，他建議從原有公務員架構中，調配人手應付。

#### 民主文革論
2007年10月，曾蔭權在施政報告中提及要在「不損害社會穩定及施政效率」的前提下發展民主，10月12日他出席香港電台第三台的烽煙節目《特首烽煙》（Chief Executive Phone-in）時，被主持人問到民主發展是否會損及穩定和管治時，他以文革作為「極端民主」的事例。
他以英語回答：「如果我們走向極端，人民走向極端，就會出現如中國文化大革命。當人民掌握一切，便不能管治......唔，近似的例子是......」此時主持人搶白說：「但文革不算是極端民主的例子吧？」曾蔭權皺一皺眉頭，嚴肅反問：「那是什麼？人民手執權力！如果推向極端，這就是民主的意思。」他又說兩者之間必須取得平衡，希望香港於某一天可達至「理性的普選」，自言很有決心幫助港人爭取普選，並希望可在餘下不足5年任期內做到，毋須將問題留給繼任人。
這一文革民主論仍令政壇嘩然。除了被視為反對派的泛民主派陣營抨擊外，支持特區政府的政黨如自由黨及民建聯亦未有就言論護航。自由黨副主席周梁淑怡指她難以將民主及文革混為一談，指港人難以接受有關說法，但她相信曾蔭權的意思，只是擔心任何事情去到極端都會出亂子。民建聯主席譚耀宗則說他個人不喜歡以比喻去描述問題，因為容易被人以放大鏡去討論，使到原意失準，並指「在內地文革是一次深刻教訓，對國家損害非常之大」。
翌日各主要報章都以大篇幅報道，並訪問了學者、議員乃至曾親身經歷文革的人，他們都指出曾蔭權的說法無知荒唐。當過紅衞兵的中國青年報高級編輯李大同指，文化大革命是「在專制皇帝鼓動下，故意弄成的全民瘋狂舉動」，沒有任何民主的成分或意義，批評曾蔭權對文革的了解不到位。在文革中遭鬥死作家老舍的後人舒乙指文革是無政府主義，是群眾暴亂，是最高領袖和助手的獨裁統治，就像希特拉一樣，跟「人民當家作主」完全是兩回事，「怎麼能叫民主？」中國社會科學院研究員徐友漁在文革發生時正準備升讀大學，他質疑曾蔭權的立論已脫離中國大陸對文革的定性，文革是高度極權、高度專制下的假民主，不是人民掌權。
曾蔭權發表有關言論後，同日下午已澄清他只想說明港人需要有一個最適合香港的普選模式及一個可進一步提升管治水平的模式，翌日下午，曾蔭權再發表聲明道歉，其聲明指：「昨日我在電台訪問中，有關文化大革命的言論是不恰當的。對此，我深感抱歉，並收回有關言論。香港市民深知民主之可貴，期望儘早落實普選。我和大家有覑共同的期望。我重申我會信守施政報告中的承諾，在任期內，盡最大努力解決普選問題。」

#### 副局長風波
為擴大政治問責制，曾蔭權於2008年5月20日宣布，委任首批副局長，共有8名。副局長將來要處理政治工作，加強整個政治團隊的實力和施政能量，政治能力更為重要。但他承認，問責制中增設副局長和政治助理是新安排，「必然要經過一個磨合期」。
是次有議員及學者質疑，曾蔭權委任的副局長雖然都有高學歷，但大部分並非所屬政策的專業人士，而且政治歷練較淺，例如研究政治的潘潔出任環境局副局長，在賽馬會工作的陳維安則出任教育局副局長等。張文光更形容，是次委任是兒戲和令人沮喪。
但政府反駁說，副局長是政治人物，主要爭取市民對政策的支持，只要成功推行政策就可以，不一定是專家。被委任的副局長及政治助理中，其中持有民建聯黨籍的有三人，而自由黨行將卸任的立法會議員之子也在委任名單中。
及後傳媒發現有其中5個副局長及3個政治助理持有外國國籍或居留權，有雙重效忠之嫌。另外，首批政治助理月薪由$134,150至$163,960不等，相當於擁有D3級高級公務員薪酬，對部分政治助理來說月薪增長高達4倍。民主黨稱，將運用《立法會（權力及特權）條例》，要求政府向立法會交出所有文件、簿冊、記錄等。

#### 擬就生果金引入資產審查
2008年10月15日，曾蔭權在香港立法會宣讀2008至2009年度香港行政長官施政報告，黃毓民不滿「曾蔭權無能，施政報告假大空」，及在長者生果金增加至1000元的同時建議設立入息審查等，即場向曾蔭權掟三隻香蕉洩忿。事件成為香港政壇焦點，引起各界及市民熱烈討論。
對施政報告提出擬就生果金引入資產審查，隨即遭到各大政黨表態反對。民建聯主席譚耀宗更說：「這是倒行逆施，令長者傷心。」譚耀宗議員當面質問曾特首：「你是否想挑戰他們（長者）？」民建聯及泛民主派決定在10月底的致謝議案中提出修訂，建議生果金要增加至1000元的同時毋須引入審查機制。民間團體擬發動長者遊行，抗議曾蔭權不肯給長者生果金。中大政治及行政學系副教授馬嶽認為，現時立法會絕大部分議員也反對生果金設審查機制，將來亦難以有議員在此問題上支持政府。
2008年10月24日，曾蔭權說「引入審查機制」的原意是為了將資源有效分配到有需要的長者，以免香港下一代承擔沉重的社會福利開支（香港人口急速老化，將來每兩名納稅人便要養一名小童及一名長者，當生果金加至1000元，每名納稅人更要負擔高達500元的生果金），但看到有六成市民反對建議，他聲稱「為體現政府以民意為依歸」，決定擱置考慮設入息審查的建議。

#### 對抗金融海嘯
2008年金融海嘯席捲全球，香港經濟亦不能獨善其身，香港特區政府於是在短時間內推出「穩金融、撐企業、保就業」的策略──香港金融管理局推出存款百分百保障，令銀行同業拆息大幅回落；政府指出推出數輪信貸保證計劃，協助了過萬家企業周轉，保住超過24萬就業機會。政府在一年間推出的紓困措施總值逾870億港元，相當於本地生產總值的5.2%。這一系列措施成功穩定經濟，隨着內地及亞洲經濟逐漸改善，香港經濟在2010年再度復蘇。

#### 六大優勢產業
鑑於2008年全球經濟危機，曾蔭權認為香港必須在四大傳統支柱產業（金融業、旅遊業、貿易及物流業、專業服務業）的基礎上，向其他相應的領域擴展，令經濟基礎更多元化。他宣布一系列新措施，發展六項香港享有明顯優勢的產業，包括教育產業、醫療產業、檢測和認證產業、環保產業、創新科技產業、文化及創意產業。這六大優勢產業被認為是曾蔭權第二屆任期的主力發展項目，但在往後的繼任人都不再提及。

#### 對抗人類豬流感
2009年4月中，人類豬型流感病毒進逼亞洲，南韓及泰國昨日都出現疑似病例。曾蔭權領導的港府以「從嚴」方式處理，曾蔭權指，是次疫症對全球是一項大挑戰，本港人煙稠密和旅客多，風險相對高，更須保持警覺。本港有應付沙士、禽流感等傳染病的經驗，政府會迅速回應，加強與市民溝通，不會掉以輕心。
其後，香港確診首宗甲型H1N1流感，曾蔭權親自率領抗疫督導委員會，史無前例宣布把墨西哥籍的患者入住的灣仔維景酒店封鎖，同時追蹤與患者同一班的機乘客及緊密接觸者。 此一做法成功切斷了初步傳播，防止了社區爆發。政府採取嚴格的「抗流感」措施，208名被隔離的維景酒店住客最初雖然略有不滿，但得到政府的悉心照顧和安排後，幾乎所有人均對特區政府讚不絕口，近半旅客聲言會繼續留港遊玩，其中一位韓國旅客在酒店解封一刻更高叫「我愛香港人」。 抗疫首仗圓滿成功帶動民望上升。2009年5月初，曾蔭權的評分、支持率及支持率淨值（即支持率減反對率）均升至去年6月副局長風波以來的新高，其最新評分為57分，支持率達50%，增6個百分點，扭轉了跌勢。

#### 六四言論
隨着新高中學制於2009年9月實施，六四事件被編入中國歷史課本。立法會教育界議員、教協會長、支聯會副主席及民主黨議員張文光質疑新學年的課本刻意淡化六四事件。在立法會提出「平反六四」的議案提出修訂，希望正視六四歷史問題，事件在2009年5月14日的行政長官答問大會中討論。
在5月14日的行政長官答問大會當日，公民黨的吳靄儀議員向曾蔭權提問，指當年於殖民地政府擔任政務官的他也曾為六四事件的學生動容，是否仍支持平反六四事件。但曾蔭權卻說他明白香港人對六四的感受及看法，而事件發生之後，國家發展有驕人成就，為香港帶來繁榮穩定，相信香港人對國家的發展有客觀的評價；“我的意見就是代表香港人的整體意見”，而香港人的意見亦會影響到他的意見，他聲稱感覺到香港人是有這樣看法。言論隨即引起部份人喝倒采，而旁聽席有市民高呼「曾蔭權你有冇（沒有）良知？」、「草菅人命」及「無恥」。吳靄儀即追問：「是否經濟搞得好，就可以不承認殺人呢？香港為了分享利益，是否就應該埋沒良心呢？」曾蔭權說：「我的意見是代表香港人整體意見。」，引起泛民議員抗議及要求澄清。
社民連的梁國雄議員首先表示抗議，當即起身批評曾蔭權「強姦民意」，並憤怒的表示：「你怎可以代表我？人血不是胭脂！」，其後率先離開議堂。職工盟的李卓人、張文光以及公民黨的湯家驊等議員，指他對六四事件的意見並不代表市民，要求曾蔭權收回言論。曾蔭權即澄清自己是代表一般香港人的意見。言罷，立法會現場的觀眾席即傳來抗議以及噓聲，最後全體23名泛民議員離場抗議，會議暫停了7分鐘，泛民沒有再回席。及後，泛民議員召開聯合記者會，主席曾鈺成其後宣布暫停會議。21名泛民議員召開的聯合記者會上，集體舉出「曾蔭權不代表我」的標語，批評曾蔭權言論無良知及侮辱香港人，要求他公開收回言論，並向香港市民道歉。
而曾蔭權於會議完結後，隨即與新聞統籌專員何安達等人進入立法會主席辦公室，逗留約45分鐘後才步出，並對記者發表聲明，承認自己「的確是用辭有問題」，強調無意指自己代表整體港人意見，所說的並非心中想說的意思，尊重部分議員對事件所持的態度，對其發言產生誤解就此致歉。

#### 懷疑對親家利益輸送
2009年10月14日，曾蔭權發表《施政報告》，提出向全港住戶派發100元購買慳電膽現金券。由於曾蔭權的姻親莫錦泉售賣燈膽，因而惹來利益輸送之嫌。由於事件牽涉的金額可能很大，曾蔭權的解釋未能令人信服。梁國雄形容事件是醜聞，並且要求廉政公署調查曾蔭權。事件對曾蔭權的聲譽造成影響，及嚴重到損害其誠信。而莫錦泉亦親自發聲明回應事件，事件令人關注慳電膽是否真的達到環保的效用，而一年後，政府以此計劃需花上大額行政成本為由，宣佈收回慳電膽現金券的計劃。

#### 三弟婦偷步在雷曼迷債中獲得賠償事件
曾蔭權三弟的妻子被揭發是雷曼迷債苦主之一，她向立法會議員石禮謙求助後在2009年4月獲銀行賠償，較當局推出回購方案早4個月。
行政長官辦公室發表聲明指，特首胞弟曾蔭煊或其太太從未向特首提及購買了雷曼產品，特首本人亦從未協助弟婦追討賠償。涉及事件的曾蔭煊和石禮謙亦分別發出聲明，曾蔭煊指今次事件令特首牽涉其中深感遺憾，重申「特首要求石禮謙議員協助索償」及「賠足百分百」的傳言並無其事。石禮謙的聲明則指，曾蔭煊太太於去年以雷曼苦主身份直接與他聯絡，希望能協助追討賠償，而他亦有為其他雷曼苦主提供相同協助，所有成功索償的個案，賠償額均不高於本金60%。

#### 視民望如浮雲
港大民調在2009年10月20日至10月30日期間進行，共訪問1,005名市民，結果顯示市民對特首曾蔭權評分為48.4分，較半個月前下跌5.8分，首次跌破50分關口；只有35%人支持曾蔭權出任特首，比半個月前大幅下跌10個百分點，但反對的比率就有49%，上升達12個百分點。這比當年特首董建華的評分還低。對此，曾蔭權強調自己「視民望如浮雲」，市民的感覺根本不值得擔憂。在港大民意研究計劃2010年5月25日公佈的調查中，顯示反對他任特首的比率上升至51%，是在同樣的調查中首多於一半的受訪者反對他任特首。而贊成的則只有31%。而港大民意研究計劃在2011年4月22日至5月2日，透過電話隨機抽樣向1,072名市民進行民意調查，2011年5月5日公佈的調查報告指出，市民對特首曾蔭權評分為50.4分，曾蔭權的民望則再創新低比率，只有29%的受訪者支持曾蔭權出任特首，反對其出任特首的比率達59%，是曾蔭權上任以來最高。

#### 興建廣深港高速鐵路香港段
2009年政府為配合廣深港高速鐵路興建，提出高達669億的高鐵撥款，造價高昂備受爭議，最後在爭議聲下撥款在立法會財委會獲得通過。

#### 2012年政改諮詢
特區政府於2009年11月18日發表了《2012年行政長官及立法會產生辦法諮詢文件》。支持者認為這大大提高民主成份，但是反對方案的人認為這是一個民主的倒退，不但沒有減少功能組別的成份，還增加了這組別的數目。特首曾蔭權應為反對者令香港政制原地踏步。但是反對方案的人讓為導致政制原地踏步的不是反對方案的議員，而是政府。因為政府未能提出一個真正令人滿意的真正提高民主成份的方果。後來曾蔭權提出「起錨」口號，作為宣傳2012年政改方案的主題，並在港鐵車站、路燈及其他公眾地方展示有關宣傳物品。曾蔭權帶領官員於2010年5月29日和6月6日落區宣傳2012政改方案，有市民表示支持，但亦遭受示威者抗議。經歷3次，為期約一個月的「起錨」宣傳後，2012政改方案最終在6月24日、25日獲得通過。

#### 處理馬尼拉挾持人質事件
2010年8月23日，香港康泰旅行社一輛載有20名香港遊客的旅游巴士在菲律賓首都馬尼拉遭一名退休警察持槍劫持，事件最終血腥收場，釀成8死7傷的慘劇。曾蔭權在事件發生的開端時隨即成立緊急應變小組，親自領導保安局局長及其他相關的香港政府高級官員嘗試解決事件。於事件發生當日下午，曾蔭權本人多次嘗試致電菲律賓總統阿基諾三世（惟當時未獲接聽，事後，阿基諾三世表示原因在於他認為曾蔭權不過只是一市之長，與其國家元首的身份不恰配）；派出專機與醫療隊前往災場善後，事後派遣政務司司長親身前往接機及慰問倖存者、安排香港警察樂隊舉行迎接殉難儀式、安排專家作出應變與調查、對香港傳媒實行每天隔時段消息公布等等措施。此外，亦宣佈於8月24日至26日下半旗致哀，8月26日全香港哀悼，早上8時正升旗禮及下半旗後默哀3分鐘。香港政府對事件的迅速反應和處理手法，使到曾蔭權的民望評分及對政府的滿意度和信任度一度上升。

#### Facebook專頁
2010年9月中，曾蔭權以「上亞厘畢道 Upper Albert Road」的名稱，在Facebook開設專頁，打開與香港市民直接溝通的渠道。其中，以微博的特色上載他日誌、感想或活動行蹤，例如進行家庭訪問及年青人談心等。有市民作出批評，亦有市民支持。在專頁中，曾蔭權亦發放不少自己親自製作的錄影片段，當中包括與受歡迎香港藝人MC Jin合作的饒舌歌曲宣傳短片等等。該專頁於2012年7月行政長官梁振英上台後關閉。

#### 法定最低工資
2011年香港政府才正式就最低工資立法。無視職工盟、工聯會等工會的要求港元$33的最低工資要求，做清潔工人、建造業工人以及保安員等低薪行業，每小時等低收入港幣$28元工資。

#### $6,000計劃
由于2011年財政預算案強積金爭議，引起反預算案遊行，年滿18歲或以上可以分階段取得港幣$6,000元。

#### 反對比率再創新高
2011年7月1日，即曾蔭權任期最後一年的首天，受2010惇立法會遞補機制爭議及房屋問題等施政失誤刺激，遊行主辦團體民間人權陣線表示有22萬名市民上街遊行（警方則表示有約54,000名市民），主題之一是「曾蔭權下台」，遊行人數是曾蔭權上任7年來的新高。
2011年8月16日至23日（即國務院副總理李克強訪港期間，警方被指阻撓示威表達意見）港大民意研究向1,009位市民進行的調查顯示，特首曾蔭權最新評分為47.9分，反對其出任特首比率也激增至64%。
2011年8月23至31日，中大香港亞太研究所共成功訪問了850位18歲或以上的市民，調查發現，特首曾蔭權表現的整體評分跌至46.5分。

#### 李克強訪港保安安排
2011年8月16日至8月18日期間，時任中共中央政治局常委、國務院副總理李克強訪問香港展開為期3天的考察活動，有關香港政府及警方在處理示威、新聞採訪和香港大學百週年校慶等一連串的手法上被部分人認為是過於嚴苛及打壓，引起輿論對表達自由、言論自由、新聞自由及學術自由等社會價值的關注的重大爭議，和警權過大的憂慮。

#### 長者及合資格殘疾人士公共交通票價優惠計劃
2011年10月12日，曾蔭權在施政報告中建議，讓所有65歲以上長者及合資格殘疾人士可在任何時間以兩元乘搭港鐵一般路綫、專營巴士及渡輪。
2012年6月28日，政府首先在港鐵市區綫推行此項計劃。

## 涉嫌貪污
曾蔭權特首任期快將5年的任期結束時，被爆出多項涉嫌與商界利益輸送的醜聞。亦因為他涉嫌貪污而被香港的媒體冠以「貪曾」的稱號，更於2017年2月因為涉媒公職人員行為失當等處理罪名被高等法院截定即時成立後被判監禁入獄20個月，現獲釋批准保留。

### 相關指控

#### 出席賭場春茗
2012年2月20日，東方日報報道曾蔭權與妻子鮑笑薇於18至19日到澳門出席新濠天地賭場內的「勵盈會新春晚宴聚餐」春茗活動，與一批賭廳人士、貴利集團中人、夜總會從業員及多名黑道社團猛人飲宴。當日星島新聞集團董事會主席何柱國、商人劉鑾鴻和都有出席。當記者發現他在座拍照時，卻意圖阻擋鏡頭，並再向在場工作人員示意求援，希望有人阻止拍攝，卻無人理睬。最後曾蔭權轉身離開。
曾蔭權昨出席公開場合時，未有就事件回應。特首辦發言人透過電郵回應，特首伉儷到澳門是為了「休假及掃墓，屬於私人活動，並沒有涉足賭場」，其間與友人在酒店觀看歌星費玉清演出，但入座後由於有記者不斷拍攝，為免影響其他觀眾決定提早離場。特首辦又稱，出席該場合人數衆多，特首不知悉其他出席者中，是否有「江湖人物」等。特首辦未有交代曾蔭權獲誰人邀請，但據了解，他是獲星島新聞集團董事會主席何柱國邀請，出席有關聚會。
多名立法會議員批評曾蔭權忽視香港和行政長官的形象。即使他在澳門期間沒有賭博，但他與黑社會人士同場出席活動屬於「判斷錯誤」。他們要求他盡快向公眾解釋。

#### 乘坐私人飛機及遊艇
2012年2月21日，東方日報報道行政長官曾蔭權與妻子及10多名富商，在2月9日至12日離港休假其間曾乘坐私人飛機往返泰國布吉。以及結束澳門之遊後，乘一艘價值1.52億港元的超級豪華遊艇返回香港。南華早報報道，這艘遊艇由一家公司擁有，而該公司與億萬富豪劉鑾鴻有關聯。曾蔭權於2月22日致電港台，承認7年任內，先後4次乘坐富商遊艇及私人飛機外遊。此外，曾蔭權亦承認較早前坐有「重慶富商」之稱的張松橋私人飛機，到泰國布吉島度假，但又強調每次接受類似邀請均有重要原則，是「一定要無任何利益衝突」，不惜讓人「話我好小器、婆婆媽媽」，要求按市場價格支付交通費，飛機的話，短途行程便付經濟客位機票。
對於曾蔭權的「市價付款、無利益衝突」解釋，立法會多名議員均指難以接受。人民力量陳偉業在前日要求緊急質詢不獲通過後，更表示考慮向廉政公署舉報，曾蔭權接受富商款待。公民黨湯家驊則直斥曾蔭權，以普通港澳輪價錢乘名貴遊艇之說法「好可笑」，且與支持特首候選人唐英年的富商一起，予人偏袒特定候選人之嫌。科大社會科學部副教授成名接受傳媒訪問時指，曾蔭權私下與富商聚會，易令市民聯想其任內有關樓市的措施，有優待地產商之嫌。特首參選人，新民黨的葉劉淑儀則批評曾蔭權與富商過從甚密不恰當；梁振英則強調，若當選會按政府之政策與規條辦事。而民主黨何俊仁則力斥曾蔭權行徑，違反問責官員應有要求，令人質疑其誠信。

#### 退休後租住深圳單位
2012年2月23日，多間報章報道曾蔭權退休後養老居所深圳東海花園君豪閣面積達6千多平方尺的複式單位，是由挺唐英年的全國政協黃楚標旗下的東海集團興建，獲破例放租租約 8萬元人民幣（約 9.85萬港元）及收取回報極低的租金。同時，黃楚標更是香港數碼廣播的主要股東兼董事。2009年時獲曾蔭權批出牌照，早前更獲他酌情批准李國章出任董事會主席，令人懷疑有利益衝突。此外，該單位是由東海聘請何周禮做室內設計，費用由東海承擔。但不肯透露租金和裝修費金額，只稱裝修全用「國產貨」，不用 1,400萬元。

#### 免費存放過千支頂級紅酒
2012年2月24日，曾蔭權在香港美國商會前主席詹康信位於屯門的酒窖，免費存放過千支頂級紅酒，有收受利益之嫌。特首辦早上發稿，表示曾蔭權從來沒有在該酒窖存酒，由於要準備於2012年6月30日卸任後搬離禮賓府，曾蔭權在2010年時決定捐出其私人藏酒，並由專業人士作估價，其後由詹康信以專業估價的價錢購買這批藏酒。而曾蔭權已將全數所得共200萬元，捐給三個慈善機構，分別為紅十字會、公益金及善寧會。

#### 收受禮物
特首曾蔭權在2005年時獲新鴻基地產「贈送」一部1998年款的舊跑步機，但特首辦卻堅稱是「借用」，新鴻基發言人表示公司不時將不再需要的舊設施送贈給不同單位，這樣是本住環保精神，不致浪費資源。特首辦昨稱，即使曾蔭權當年無接受朋友借用舊跑步機，如有需要政府也會為禮賓府添置一部。
此外，有報章引述消息人士指，曾蔭權最少10次收受一名省級政協常委送贈蔬菜及鮮雞等食物。有關政協常委先後獲曾蔭權頒發勳章及委任為太平紳士，有交換利益的嫌疑。特首辦回應，所有港幣400元以上的禮物均已記錄在行政長官獲贈禮物名冊之上，而食品類的禮物盡量會用於香港禮賓府宴客，或由禮賓府及特首辦員工分享。

#### 生活奢華
2012年3月5日，明報報道特首曾蔭權夫婦於2007年12月平安夜曾入住澳門威尼斯人度假村專供賭廳大豪客入住的Palazzo套房。唯特首辦公室指房間是由次子曾慶淳和女友安排，並非曾蔭權所訂，亦指出他們入住的不是Palazzo套房，而是威尼斯人旗下另一豪華房間，名叫Paiza Mansions（御匾豪園），又強調沒有接受酒店或賭場中人的款待，不過就不知道收費詳情。不過，明報翻查威尼斯人母公司金沙中國的2010年度年報，發現Paiza Mansions是於2009年7月才落成。
另外，審計署披露，曾蔭權在位行政長官期間外訪了55次，耗費了1,200萬港元，8成日子入住超豪特級套房，房租超出標準上限22倍。出訪巴西及美國期間，更加入住每晚房租數萬港元的總統套房。

### 社會迴響
多宗涉貪事件引來各黨派的關注。民主黨劉慧卿認為，事件受到國際高度關注，有必要盡快澄清疑慮；旅遊界謝偉俊亦形容，事件已成為國際醜聞。人民力量黃毓民、工黨何秀蘭及社民連梁國雄均認為，曾蔭權應盡快向立法會交代事件，以免影響香港聲譽。一向支持政府的工聯會及民建聯都支持邀請曾到立法會交代，但民建聯譚耀宗認為，應在2月29日先提出緊急質詢，待他稍後出席特首答問大會才解釋事件。
2012年3月3日，民陣舉行「踢走爛攤子還我真普選」大遊行，主辦單位表示有5,300人參加，不少參加者將矛頭直指特首曾蔭權，要求他辭職下台。警方則表示有2,800人參與遊行。
同年3月4日，有網站與人民力量在中環遮打花園，舉行集體打小人活動，又將行政長官曾蔭權及特首候選人列入打小人的名單。大會宣稱有4,500名市民參加。警方說，由銅鑼灣東角道起步時有2,200人，在中環遮打花園終點的集會時，則有3,200人。活動結束後，部分參加者遊行到香港禮賓府，抗議曾蔭權涉嫌利益輸送。他們將大會早前派發用作打小人的膠拖鞋，擲進禮賓府範圍，又在門外高叫口號，其後陸續散去。

### 廉政公署調查
2012年2月24日，人民力量及社民連成員到北角廉政公署總部報案，要求調查曾蔭權涉嫌收受利益及受賄事件。廉政公署亦正式就特首曾蔭權涉嫌收受利益及貪污的舉報展開工作程序，最快於2月27日確定有否足夠資料跟進，若決定調查將成為本港史上涉及最高級官員的案件。事件亦受國際高度關注，立法會內務委員會通過邀請曾蔭權2月29日到立法會就乘搭富豪私人飛機、遊艇外遊及租用深圳豪宅單位解畫，曾蔭權最終出席。

### 彈劾議案
2012年2月28日，謝偉俊認為，曾蔭權租住黃楚標的物業，卻在行政會議審批數碼廣播牌照時未有申報，涉利益衝突，屬嚴重瀆職，他正遊說議員聯合啟動彈劾特首的程序。唯立法會多名議員卻不支持有關程序。最終，因議程眾多而立法會會期結束，令彈劾程序無疾而終。

### 審訊及入獄
2015年10月5日，曾蔭權正式被廉政公署起訴兩項公職人員行為失當罪，及後加控一項行政長官收受利益罪名。2017年2月經高等法院陪審團審理，於17日被判一項公職人員行為失當罪成，另一項相同的控罪則脫罪。曾蔭權于2月20日被鎖上手銬羈押荔枝角收押所候判。期間，多名高官及十多名立法會議員，合共四十多人撰信替其求情。 他在2月22日被判即時入獄20個月。這令曾蔭權成為香港開埠以來被起訴而且被定罪的最高級官員。由於陪審團未能就一項行政長官收受利益罪有大多數裁決，法官解散陪審團，同年9月重審。約兩個月後，曾蔭權獲准保釋外出，等候一項公職人員行為失當罪的上訴。高等法院上訴庭於2018年4月開庭處理曾蔭權就公職人員行為失當罪對定罪、刑期及訟費的上訴，法官聽取控辯雙方的陳述後押後至7月裁決。
2017年9月法庭开始审理另一控罪行政長官收受利益罪，至11月3日，陪審團亦未能就控罪有大多數裁決，法官決定再解散陪審團。之后控方表示不会再就行政長官收受利益罪提出重审，并指会将控罪存于法庭档案。最终法庭下令将控罪存于法庭档案。
2018年7月20日，上訴庭一致駁回曾蔭權就公職人員行為失當罪的上訴，但刑期由20個月減至12個月，所須支付訟費由500萬港元減為100萬港元，曾蔭權須要即時入獄繼續服刑。曾蔭權得知上訴被駁回後即時透過代表律師余承章提出上保釋等候上訴到香港終審法院，但法官裁定曾蔭權須要即時收監。曾蔭權一度報稱身體不適，被送抵瑪麗醫院檢查，然後被收押在羈留病房。曾蔭權在7月27日被轉送赤柱監獄，繼續服刑。
高等法院上訴庭於8月31日拒絕向曾蔭權批出就定罪上訴到香港終審法院的上訴許可，上訴庭副庭長麥機智在判詞中提到曾蔭權一方未能指出原審對陪審團的指引有誤或不公，也缺乏足夠理據推翻裁決，所以不批出上訴證明書，曾蔭權一方需要支付是次訟費。根據程序，即使上訴庭拒絕批出上訴到終審法院的證明書，上訴人仍可向終審法院提請上訴，而曾蔭權亦已向終審法院提交上訴申請。
2018年12月20日，向終審法院申請的上訴許可獲批，並排期於2019年5月14日審理。
等候上訴期間，曾蔭權繼續服刑。經扣除公眾假期和監禁期間行為良好表現後，2019年1月15日刑滿釋放。

### 上诉得直
2019年6月26日，終審法院因應原審的一個技術性問題，裁定曾蔭權上訴得直，撤銷定罪及判刑。基於曾蔭權已完成服刑，終審法院決定不會把案件發還重審。由於撤銷曾蔭權有關罪行的刑事定罪紀錄，曾蔭權昔日所得的勳章、可享有的俸祿、特首卸任後的相關權利等應不受影響。

### 影響
有知情者指出，曾蔭權任職高官至特首期間多次公幹外訪，入住酒店時，同行官員均統一由香港政府部門結帳，但是他堅持用個人信用卡簽帳，然後再由公帑退款，從中賺取積分優惠。亦有報道指出，大花筒及貪腐作風有可能因為上樑不正下樑歪而延禍整個香港政府，財經事務及庫務局庫務科及轄下部門近年外訪開支節節上升，2012/13年度增加至4百萬元，比較3年前急升逾1.6倍，就連專責貪污調查工作的廉政公署專員湯顯明也捲入貪污須要立案調查，而湯顯明就任廉政專員一職也是由曾蔭權親自委任。工聯會立法會議員王國興質疑曾蔭權是否趁新舊政府交替而亂花公帑。
受到連月來被傳媒所揭發的負面新聞拖累，於2011年登上「中國十佳誠信政府」榜首的香港，在2012年榜上無名。

### 出狱
2019年1月15日，曾蔭權獲準保釋後，從監獄中醫院內刑滿出獄。

## 任內功過

### 功績

#### 成功抵抗金融風暴
與時任香港金融管理局總裁的任志剛聯手抵抗投機者的狙擊，成功捍衛港元匯率。

#### 設立最低工資
最低工資法案在2010年獲全體大部分立法會議員通過，於2011年5月推行，最低工資每小時28元。

#### 通過政改方案
曾蔭權在任內兩次提出政改方案，第一次在2005年12月遭到泛民否決，第二次在中央出香港普選時間表後，在2009年11月後再度提出，由於社民連和公民黨在2010年5月發動「五區公投運動」，造成泛民政黨之間關係正式分裂，因而促成中聯辦和民主黨在6月中達成協議，使到政改方案在建制派、民主黨和民協的支持下獲得高票通過。

### 過失

#### 房屋問題
任內香港樓價由2003年的谷底反覆上升，至2008年後美國實行量化寬鬆政策，供樓的按揭利率跌至歷史新低點，令樓價不斷飆升至接近1997年的歷史高位。
曾蔭權擔任行政長官的7年間，長期把公營房屋的建屋量及拍賣土地數量維持在低水平。面對人口持續增長，曾蔭權政府沒有積極開發土地應付未來發展需要，造成日後土地供應短缺，樓價居高不下。
即使樓價在其任期後期已顯著上升，曾蔭權仍拒絕恢復居者有其屋計劃，並稱年輕人不需急於置業，直至2011年在中央人民政府施壓後，曾蔭權在同年施政報告終於宣佈恢復居者有其屋計劃。
在曾蔭權任期最後一年的2011/12年度，香港只有21,300個住宅單位建成。與2005年有42,000個住宅單位建成比較，減幅達一半；與1997年有64,400個住宅單位建成比較，減幅更達三分之二。另一方面，香港人口從2005年底的約697萬人增至2012年底的約717萬人。有人估計香港每年需要有5萬多個住宅單位供應，始能滿足包括新增人口在內的住屋需求。房屋供應短缺加上其它因素，在下一任特首梁振英任內，樓價更遠超1997年高位。
葉劉淑儀批評曾蔭權任內長期停止主動拍賣土地，引致土地供應緊張，「地產霸權」坐大。
樓價狂升被指造成民怨沸騰。許多香港年輕人因為置業無望而產生對政府的怨氣。葉劉淑儀也認為香港年輕人置業困難是後來「港獨」和「戀殖」思想在香港年輕人中滋長的一個主要原因。
一些人認為曾蔭權遺留的房屋短缺問題引致許多香港年輕人對政府不滿，是造成2014年「佔領運動」事件的一個主要原因。樓價長期高企也被一些人認為是大批年輕人參與2019年反逃犯條例修訂運動的一個深層原因。

#### 貧富懸殊惡化
任內貧富懸殊加劇，根據社聯的計算，曾蔭權2005上任時貧窮人口是114.3萬人（佔全港17.4%），但2011年上半年數目已升至120.4萬（佔全港17.8%），即增加6.15萬人。統計處公布2011年堅尼系數為0.537，較06年0.533惡化。根據聯合國標準，堅尼系數超過0.4便屬於收入差距大，引起社會矛盾。

#### 中港矛盾加劇
被指任內無設法堵塞法律漏洞，導致每日有大量雙非孕婦來到香港產子、數千學童往返深圳與新界北上課，內地自由行遊客大幅上升，導致物價上漲，並且加劇水貨客問題。
從2001年至2011年間，雙非嬰兒累積達17萬人。近日小一派位，有本地家長哭訴，雙非學童搶走北區學位，令子女要跨區上學。社會怒火愈燒愈烈，曾班子不但反應遲鈍，更是束手無策，人口政策只是「人口無策」。直至梁振英當選行政長官後，推動「零雙非」政策，2013年以後雙非孕婦來香港產子的數目大幅下降。

#### 導致市場放任
曾蔭權奉行「大市場、小政府」原則，但被指換來財團掌控香港經濟，小市民議價能力愈來愈小，變成「大市場、小市民」，甚至「大富商、小市民」。港鐵接連加價，領匯連年向小商戶加租，更是推動物價上升。

## 退休後接受訪問
退休逾9個月的曾蔭權於2013年3月罕有地接受中國大陸版本的《Elle Men》雜誌訪問，他在訪問中表示，雖然自己現在大部分時間生活在中國大陸，僅逢周末回來香港一次，探望孫女兒及陪伴夫人曾鮑笑薇參加書法約會，但是他仍然心繫香港，擔心香港改變成為一處泛政治化的地方。他又強調，無論香港如何持續蛻變，自由法制、對城市及個人自由的尊重等核心價值，香港必須繼續保持。
曾蔭權在訪問中指出，香港回歸後，經濟、政治及民生各部分都進步了很多，與香港回歸前完全不同。他指出香港回歸前，中國大陸沒有充分條件發展國際性事業，例如金融及航運。香港需要繼續繁榮，只有繼續保持競爭能力，這是不能夠改變的。「我很希望的是，在變動的過程之中，核心價值不能改。」但是香港亦有令人發愁的地方，就是凡事都被泛政治化，「在政治方面花時間是需要的，但是過分了就不好。」他又指出，香港的商業文化特色是擁有法治基礎、使用普通法及不會朝令夕改的稅務政策。他指出香港有何糾紛都會談判，談判破裂時於法庭解決，「所以我們法庭不停」，而且對香港政府不滿意，一樣有香港市民將政府送到法庭解決，但是此種制度使到從事商業活動有安全感。不停變動的商業活動，特別是金融活動，無常規法律可以規管，但是以案例為基礎的普通法體制，比較靈活及有彈性應對，此特點不容易被其他城市，例如東京、首爾及台北等模仿。而且香港回歸以來的3名行政長官，包括董建華，他自己及梁振英的稅務政策都不會朝令夕改，保障了於香港從事商業活動的安全性。
在公務生涯中，曾蔭權首逾20年從事中低層事務，雖然行政壓力很大，但是也相對地容易。他在1980年代至1990年代出任高層，面對中英談判時感到極大壓力，特別是當時談判不大順利，「作為香港公務員，心裡很難過，一方面清楚我們是中國人，另外一方面工作的需要，是做應該做的事情，保護香港當時看得到的利益。」香港回歸後，香港政府一心一意發展經濟，但是在政治上亦需要前進。雖然不少香港人亦認為發展經濟比較重要，美國、歐洲及日本也有政治基礎，但是經濟發展一樣面臨很大壓力，所以如何平衡兩者，尋找出適合香港的發展模式，是最大的挑戰。
曾蔭權在訪問中又斷言自己不會撰寫回憶錄，因為有趣味的地方不能夠寫，能夠寫的內容，報紙都刊登了。而且有關金融風暴及政治等多方面的相關人士仍然在香港生活，在國際舞台上亦有地位，即使他會撰寫，亦應該等到他去世後才出版。他也透露，現在每日6時就會起身，從前在香港會到教堂，現在到教堂因為約需時半小時，所以不能夠每日也去。他現在學習希伯來文、高爾夫，此外，繼續攝影、旅遊及觀察中國大陸老百姓的生活。他先後到了美國、加拿大、意大利、葡萄牙及英國欣賞教堂，「我一口氣看了差不多四十個教堂」。此外，曾蔭權最鍾愛的錦鯉仍然生活在香港禮賓府，他直言「最惦記的是禮賓府的二十多條紅錦鯉」。現在最花心思的愛好變為觀鳥，而且拍攝了不少稀有的黑臉琵鷺

## 家庭

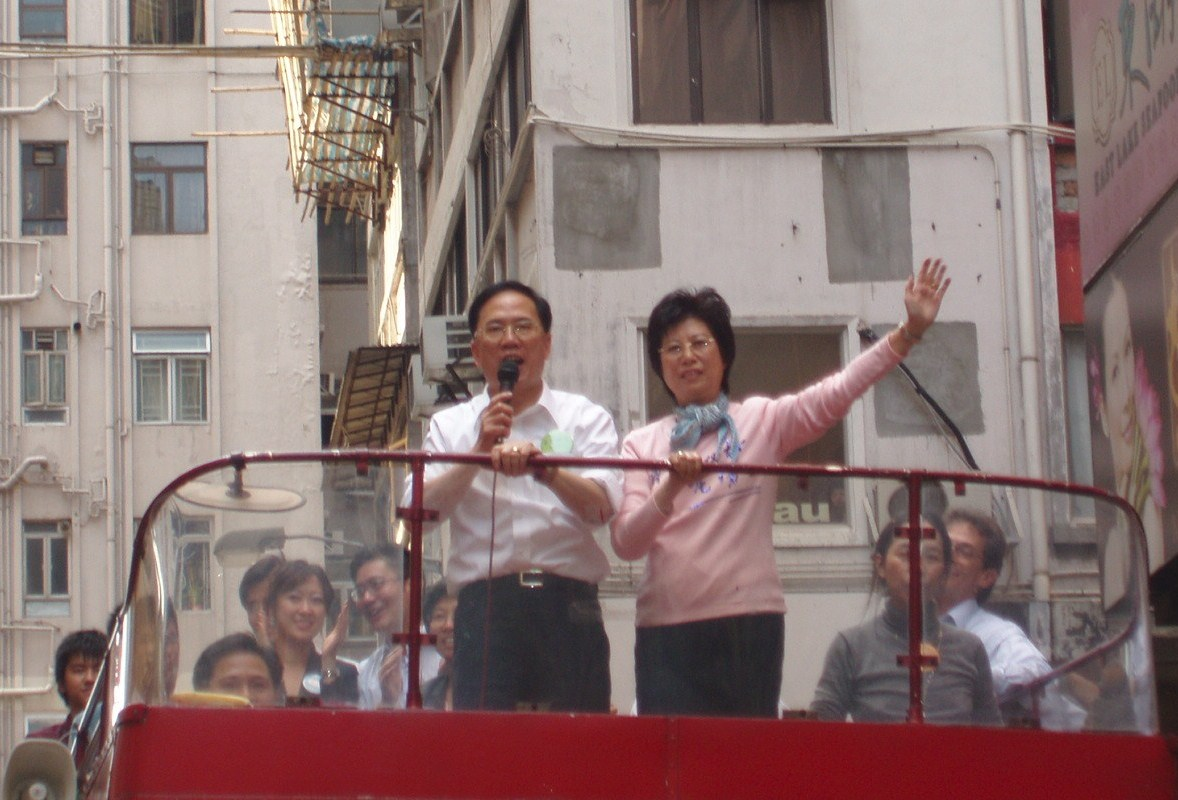
2007年3月25日，曾蔭權曾與太太曾鮑笑薇一同乘坐開蓬巴士穿梭街頭，為連任特首「謝票」。

曾蔭權已婚，夫人曾鮑笑薇是澳門人，家族經營的餅店，是澳門三大餅家之一。曾蔭權與夫人是遠親，自小認識，於1969年結婚。曾蔭權有兩子，分別是1976年出生的長子曾慶衍及1979年出生的次子曾慶淳。曾慶衍1999年在英國布里斯託大學醫學畢業，夫人莫蔚淇。曾慶淳于英國布里斯託大學取得电子及电机工程系硕士学位，并于史丹福商学研究院取得工商管理硕士学位。
曾蔭權有5名弟妹，曾經擔任警務處處長的二弟曾蔭培為人熟悉，現於新創建集團及新礦資源任職；而三弟曾蔭煊及五弟曾蔭荃則在加拿大開設科研公司。四弟曾蔭藩在加拿大當大學教授。曾蔭權胞妹曾璟璇是渣打銀行大中華區前主席。

## 醜聞
- 1996年，曾蔭權長子曾慶衍從英國修讀醫科畢業回歸香港，為了方便他行醫，曾蔭權以財政司信箋致函醫務委員會，希望豁免長子的執業試[162]。
- 2001年，勞資審裁處判處曾蔭權家廚于燕萍勝訴，曾蔭權需要賠償逾40,000港元超時補償。
- 2012年，曾蔭權被捲入多項貪污指控。（見上文）

## 軼事
- 曾蔭權任職沙田政務專員時，上司為新界政務司鍾逸傑爵士。任內曾撥款支持沙田區創立少年棒球隊「沙燕隊」，事蹟被電影《點五步》記載。
- 2006年1月12日，曾蔭權與太太遷入香港禮賓府居住。為方便工作，行政長官辦公室的大部分員工亦遷進禮賓府範圍內[163]。
- 立法會議員梁國雄一直從事激進的示威行動，但是他與曾蔭權在1980年代已經相識，有所交情，惟礙於政見不同，已較少聯絡。在2007年3月1日，行政長官候選人答問大會在灣仔會議展覽中心舉行期間，梁國雄在會場示威時不慎跌倒，曾蔭權在翌日早上隨即致電梁國雄慰問[164]。
- 2008年的農曆新年賀辭中，曾蔭權和妻子炸油角時，裝作偷食油角，更食得碎屑漏出嘴角，被其妻發現，成為香港市民的閒餘笑話[165][166]。
- 2009年10月14日，曾蔭權在立法會宣讀施政報告時，泛民主派立法會議員在座位上展示爭取2012年雙普選的英文標語，要求曾蔭權遵守選舉承諾。曾蔭權在宣讀報告時期間飲水時，看著標語牌後突然喃喃自語，指出標語牌上「文法錯了」，之後進一步解釋，「英文單數動詞應該有s」。事後立法會議員劉慧卿及余若薇均指出錯誤的是曾蔭權[167]。實情是標語在該場合乃一個祈使句，而非一般性陳述句。語境上屬於第二人稱，而並非第三人稱，所以Keep後面是不應加上s的，若加上了s反而不合乎標語的語境，泛民主派立法會議員的標語文法無錯誤。
- 2009年1月15日，曾蔭權出席立法會行政長官答問大會中講出粗口諧音：「我唔想同人『狗噏』辯論......」（「狗」是「鳩」的諧音，屬於粵語髒話）令公眾嘩然。他辯稱，本來想講「鬥噏」（爭著說話），只是說話速度太快和失音[168]。
- 2011年10月14日，曾蔭權出席立法會行政長官施政報告答問會時，被人民力量立法會議員黃毓民翻舊帳，提及“政治倫理”和大聲質問他為何委任民望超低的林瑞麟出任政務司司長。曾蔭權首次回答時指“講粗口、粗暴語言、粗暴動作......不是合適的政治倫理”。黃毓民質疑其對“政治倫理”的理解，並繼續大聲追問為何委任林瑞麟，曾蔭權指對方言行“十足爛仔所爲”，並稱“這裏不是黑社會地方”。前立法局主席黃宏發指稱曾蔭權言論違反《議事規則》。香港中文大學政治及行政學系副教授馬嶽指稱曾蔭權言論明顯有冒犯性及攻擊性。亦有網民指曾蔭權行徑如「小學雞」，不配做特首。[169]
- 2013年1月25日，前全國政協委員劉夢熊指出曾蔭權曾答應馬澄坤讓其父親《東方日報》創辦人馬惜珍回港，但曾蔭權未能辦到，結果東方報業與曾蔭權結怨，天天狠批曾蔭權。[170]

## 榮譽

### 勳銜
- 大英帝國官佐勳章（OBE）（1993年）
- 大英帝國爵級司令勳章（KBE）（1997年）
- 大紫荊勳章（GBM）（2002年）[171]
- 太平紳士（官守）（1985年－2005年[註 4]）

|                             |                   |
| 大英帝國爵級司令勳章（KBE） | 大紫荊勳章（GBM） |

### 榮譽學位
- 香港中文大學榮譽法學博士（1999）
- 香港理工大學榮譽工商管理學博士（1999）
- 香港大學名譽法學博士（2005）

## 影視媒體形象
- 《港督最後一個保鑣》：1996年電影，由張贊生飾演財政司曾陰公，影射曾蔭權。
- 《十六不搭喜趣來》：2007至08年電視劇，由盧海鵬飾演曾敏全，影射曾蔭權。
- 《香港亂噏》：2009年政治戲仿節目，由盧海鵬扮演拳拳，模仿曾蔭權，角色於節目中設有專屬環節〈拳拳每週C政報告〉。
- 《點五步》：2016年電影，由潘燦良飾演曾先生，原型為時任沙田政務專員曾蔭權。
- 《福祿壽十周年演唱會》記者會：阮兆祥﹑李思捷和王祖藍分別扮演三任香港特首，並由李思捷扮演震撼權，模仿曾蔭權。

## 外部連結
- 香港特別行政區前任行政長官曾蔭權網站（2005年6月21日至2012年6月30日）（页面存档备份，存于）
- 曾蔭權選舉辦公室
- 特首曾蔭權民望（页面存档备份，存于）
- 特首曾蔭權民望（页面存档备份，存于）
- 行政長官曾蔭權網站目錄（页面存档备份，存于）

相關新聞
- 亞洲時報 - 政績工程：曾蔭權的潘朵拉盒子（页面存档备份，存于）
- 曾荫权与谁同声同气？（页面存档备份，存于）
- 特首出席工展會揭幕禮購物[]
- 綠色和平: 零排放座駕送曾蔭權　莫再助長氣候變化（页面存档备份，存于）